# LINDA
LINDA（りんだ）は、日本の漫画家、イラストレーター。主に成人向け漫画雑誌で活動する。
1999年にデビュー。主に『COMICペンギンクラブ』及び『COMIC SIGMA』（ペンギンクラブの旧執筆陣が執筆している）で執筆しており、2013年時点、両誌で同時に執筆している唯一の漫画家である。

## 作品リスト

### 一般コミック・単行本
- 『セキララ彼女』 白泉社〈ジェッツコミックス〉、全5巻
  1. 2009年9月29日発売[1]、ISBN 978-4-59214-641-4
  2. 2010年6月29日発売[2]、ISBN 978-4-59214-642-1
  3. 2011年3月29日発売[3]、ISBN 978-4-59214-643-8
  4. 2012年2月29日発売[4]、ISBN 978-4-59214-644-5
  5. 2012年9月28日発売[5]、ISBN 978-4-59214-645-2

- 『ウラ女子。』 白泉社〈ジェッツコミックス〉、全4巻
  - 『～アイドル志望女子の場合～』 2013年11月29日発売[6]、ISBN 978-4-59214-096-2
  - 『～美術系モデル女子の場合～』 2014年7月29日発売[7]、ISBN 978-4-59214-097-9
  - 『～素人キャバクラ女子の場合～』 2015年5月29日発売[8]、ISBN 978-4-59214-098-6
  - 『～新人女子マンガ編集者の場合～』 2016年2月29日発売[9]、ISBN 978-4-59214-099-3
- 『魔法人妻マナミ』 2016年11月29日発売[10]、白泉社〈ヤングアニマルコミックス〉、ISBN 978-4-59214-130-3
- 『フシダラ 妻が不倫をする理由』 日本文芸社〈ニチブンコミックス〉、全4巻
  1. 2017年11月20日発売[11]、ISBN 978-4-53713-654-8
  2. 2018年5月28日発売[12]、ISBN 978-4-53713-747-7
  3. 2018年12月29日発売[13]、ISBN 978-4-53713-861-0
  4. 2019年5月20日発売[14]、ISBN 978-4-53713-920-4

### 成年コミック・単行本
1. 『サディスト 加虐性愛者』 （2000年12月発売[15]、松文館〈別冊エースファイブコミックス〉、ISBN 4-7901-0641-1）
2. 『ミルクシャワー』 （2001年10月発売[15]、松文館〈別冊エースファイブコミックス〉、ISBN 4-7901-0767-1）
3. 『黒い部屋と白い空』 （2002年11月発売[15]、松文館〈別冊エースファイブコミックス〉、ISBN 4-7901-0958-5）
4. 『未亡人の作り方』 （2003年11月28日発売[15]、松文館〈別冊エースファイブコミックス〉、ISBN 4-7901-1169-5）
5. 『マゾママ』 （2004年5月19日発売[16]、コアマガジン〈メガストアコミックス027〉、ISBN 4-87734-722-4）
  - 結婚失格 （コミックメガストア 2003年10月号）
  - 坂の上の人 （コミックメガストア 2002年11月号）
  - 幸福の理由 （コミックメガストア 2003年04月号）
  - MASOMAMA （コミックメガストア 2003年06月号）
  - 院長先生の事情 （コミックメガストア 2002年05月号）
  - Pure Mother （コミックメガストア 2002年09月号）
  - 扉の絵 （コミックメガストア 2003年02月号）
  - 雅先生と宮本君 （コミックメガストアH vol.1）
  - 奥様はAV女優 （コミックメガストア 2003年08月号）
  - 4P （コミックメガストア 2004年01月号）
6. 『ヒトヅマニア』[17] （2004年9月発売、ワニマガジン社〈ワニマガジンコミックススペシャル〉、ISBN 4-89829-775-7）
  - INTRODUCTION～痴女への扉～
  - 美里～第一章・苺練乳～
  - 過去の記憶 （華漫GOLD Vol.14）
  - LINDA ILLUSTRATIONS I[宴]
  - 美里～第二章・裸エプロン～
  - 戯れ～たわむれ～ （華漫GOLD Vol.6）
  - 海・水・欲・情
  - 盗撮公園
  - LINDA ILLUSTRATIONS II[縛]
  - 婚前狂宴
  - 盲目の人
  - 美里～最終章～
  - 女雨～めさめ～
7. 『恋妻 LINDA松文館自選集』 （2005年5月28日発売[15]、松文館〈別冊エースファイブコミックス〉、ISBN 4-7901-1492-9）
  - 黒い部屋と白い空（前編・後編）
  - 視姦
  - 二人の夏
  - その年の夏
  - 美幸（前編・後編）
  - 妻が汚されるということ
8. 『コスプレックス』[18] （2005年8月26日発売、ワニマガジン社〈ワニマガジンコミックススペシャル〉、ISBN 4-89829-490-1）
  - COSPLEX SISTERS～次女・白木仁美～
  - 白い巨乳
  - オフィス・オブ・リビドー
  - 絶頂中継 （華漫GOLD Vol.21）
  - 彩乃先生 （華漫GOLD Vol.18）
  - 卒業 （華漫GOLD Vol.22）
  - COSPLEX SISTERS～長女・白木溜衣～
  - LINDA ILLUSTRATION[装]
  - COSPLEX SISTERS～三女・白木藍～
  - スク水激励会
  - ファミレス深夜2時
  - 聖しこの夜
  - 最終検査
  - COSPLEX SISTERS～コスプレックス・シスターズ～
  - あとがき漫画[コスプレの楽しみ方]
  - BONUS TRACK[ナナ妻]（featuring 夏目ナナ）
9. 『ネトラレヅマ』[19] （2006年9月30日発売[20]、ワニマガジン社〈ワニマガジンコミックススペシャル〉、ISBN 4-86269-000-9）
  - HAPPENING EXTRA
  - HAPPENING 前・中・後編
  - POROLI～Pornograffities OF LINDA～
  - はじめての投稿写真 （華漫GOLD Vol.17）
  - お花見野球拳 （華漫GOLD Vol.19）
  - 背徳妻 SECRET PAST 前・後編 （華漫GOLD Vol.8）
  - 女音～あまおと～ （華漫GOLD Vol.12）
  - woman （華漫GOLD Vol.16）
  - 紫陽花～あじさい～ （華漫GOLD Vol.13）
  - 盲目の女～ひと～ 第1章～第4章・最終章
  - 里美のネトラレへの道
  - LINDAのちょっとひとこと
10. 『W-PAI（ダブル-パイ）』 （2008年8月発売、富士美出版〈富士美コミックス〉、ISBN 978-4-89421-827-7）
  - 夏遊び （COMICペンギンクラブ2006年9月号）
  - カーセックス注意報 （COMICペンギンクラブ2006年5月号）
  - ヤリコン24時
  - 修学旅行は夜こそ本番 （COMICペンギンクラブ2008年7月号）
  - 直人がんばる！ （COMICペンギンクラブ2006年6月号）
  - スポーツ
  - きもだめし （COMICペンギンクラブ2007年8月号）
  - 秘め心 （COMICペンギンクラブ2006年8月号）
  - イヴ （COMICペンギンクラブ2007年1月号）
  - お兄ちゃん
  - 卒業まで一週間… （COMICペンギンクラブ2007年4月号）
  - 委員長 （COMICペンギンクラブ2006年12月号）
  - deep 第1話
  - deep 第2話
  - deep 第3話
  - 図画女神徒然袋
  - 学生のホンブン
  - 夕焼け
  - ビデオレター
  - 愚痴日記（描き下ろし）
11. 『W-HIP（ダブル-ヒップ）』 （2008年9月発売、富士美出版〈富士美コミックス〉、ISBN 978-4-89421-832-1）
  - 人妻・藤崎ゆきこ （COMICペンギンクラブ2008年1月号）
  - ハネムーン
  - meet again
  - クリスマスの夜に
  - 筆おろし
  - お姉さんとお風呂 （COMICペンギンクラブ2006年3月号）
  - お尻の穴
  - 図画女神徒然袋 1
  - すごろく （COMICペンギンクラブ2007年3月号）
  - 隣のテクニシャン
  - セレブがダメ男を好きな理由 （COMICペンギンクラブ2007年6月号）
  - 広美
  - 繕い 前編
  - 繕い 後編
  - ウワキな彼女 （COMICペンギンクラブ2007年5月号）
  - 木漏れ日
  - 図画女神徒然袋 2
  - ルームシェア
  - 愚痴日記（描き下ろし）
12. 『ラブ♡ビッチ』[21] （2010年3月31日発売[22]、ワニマガジン社〈ワニマガジンコミックススペシャル〉、ISBN 978-4-86269-120-0）
  - 優しい女 Vol.1 （COMIC快楽天2009年6月号）
  - 優しい女 Vol.2 （COMIC快楽天2009年7月号）
  - 優しい女 Vol.3 （COMIC快楽天2009年8月号）
  - 人妻合コン （COMIC快楽天2008年12月号）
  - Truth （コミックメガストア2007年10月号）
  - SEXフレンド…EXTRA （COMIC失楽天2007年7月号）
  - SEXフレンド… （COMIC快楽天2007年8月号）
  - こどもじゃないもん！ （COMIC快楽天2008年4月号）
  - Marriage Blue （COMIC快楽天2008年8月号）
  - 知らぬは亭主ばかりなり （ヤングキング増刊 ハッスル 2004年10月号）
  - パーフェクトサークル （COMIC快楽天2006年10月号）
  - オータムクレイジー （COMIC快楽天2006年12月号）
  - ママの火遊び （コミックメガストア2008年5月号）
  - 今年中に… （COMIC快楽天2010年2月号）
13. 『牝性（メスサガ）』 （2011年11月28日発売[23]、茜新社〈TENMA COMICS〉、ISBN 978-4-86349-260-8）
  - 「SARA 1」 （COMIC SIGMA Vol.5）
  - 「SARA 2」 （COMIC SIGMA Vol.6）
  - 「SARA 3」 （COMIC SIGMA Vol.7）
  - 「もしも新婚の妻がヤリマンだったら・プロローグ」 （COMIC SIGMA Vol.56）
  - 「もしも新婚の妻がヤリマンだったら・本編」 （COMIC SIGMA Vol.57）
  - 「リンカンの果実」
  - 「となりのＨなお姉さん」 （COMIC SIGMA Vol.33）
  - 「クリスマスサプライズ！！」 （COMIC SIGMA Vol.27）
  - 「今夜だけは許して…」 （COMIC SIGMA Vol.15）
  - 「メモリーズ・前編」
  - 「メモリーズ・後編」
  - 「人妻の午後」 （COMIC SIGMA Vol.13）
  - 「ペルソナ 1」 （COMICプルメロ）
  - 「ペルソナ 2」
  - 「ペルソナ 3」
  - 「ペルソナ 4」
  - 「女教師明日香 第1話」 （COMIC SIGMA Vol.44）
  - 「女教師明日香 第2話」 （COMIC SIGMA Vol.48）
  - 「女教師明日香 第3話」 （COMIC SIGMA Vol.51）
14. 『ネトラレヅマ２』[24] （2011年12月30日発売[25]、ワニマガジン社〈ワニマガジンコミックススペシャル〉、ISBN 978-4-86269-189-7）
  - ネトラレヅマ早紀・EXTRA
  - ネトラレヅマ早紀・前編
  - ネトラレヅマ早紀・中編
  - ネトラレヅマ早紀・後編
  - ネトラレヅマ杏奈・前編 （COMIC快楽天2010年11月号）
  - ネトラレヅマ杏奈・後編 （COMIC快楽天2010年12月号）
  - ネトラレヅマ結衣 （COMIC快楽天2011年8月号）
  - ネトラレヅマ美穂 （comic華漫2011年8月号）
  - ネトラレヅマ礼子 （COMIC快楽天2011年12月号）
  - 貸切？露天風呂 （華漫GOLD Vol.10）
  - Change （COMIC快楽天2009年12月号）
  - のりかえ… （COMIC快楽天2010年6月号）
15. 『ホントノコイビト ～清楚系ビッチな彼女たち～』 （2015年5月26日発売[26]、茜新社〈TENMA COMICS〉、ISBN 978-4-86349-504-3）
  - 「バレンタインハートブレイク」
  - 「2つに1つ」
  - 「惚れた娘はヤリマンでした…」
  - 「INU」
  - 「サマーフラストレーション」（COMIC SIGMA Vol.36）
  - 「露出狂の見つけ方」（COMIC SIGMA Vol.37）
  - 「死霊トンネル」（COMIC SIGMA Vol.60）
  - 「サービス残業」（COMIC SIGMA Vol.62）
  - 「フィジカルガールズトーク」
  - 「社長の責任…」
  - 「生でするなら」（COMIC SIGMA Vol.49）
  - 「アナラブ」（COMIC SIGMA Vol.42）
  - 「剃毛少女」
  - 「となりの愛姉ちゃん」（COMIC SIGMA Vol.53 - 55）
  - 「吹雪…」（COMIC SIGMA Vol.41）
16. 『ホントノオクサマ ～浮気常習犯の妻たち～』 （2015年5月26日発売[27]、茜新社〈TENMA COMICS〉、ISBN 978-4-86349-503-6）
  - 「泡姫」
  - 「残暑…」
  - 「おっぱいママン」（COMIC SIGMA Vol.9）
  - 「プールサイド」（COMIC SIGMA Vol.22）
  - 「浮気するなら結婚前」（COMIC SIGMA Vol.31）
  - 「義姉のひみつ」
  - 「アイスは口うつしで…」（COMIC SIGMA Vol.34）
  - 「Secret」
17. 『ラブシェアリング♥』[28] （2017年7月31日発売[29]、ワニマガジン社〈ワニマガジンコミックススペシャル〉、ISBN 978-4-86269-504-8）

### 単行本未収録作品
COMIC快楽天（ワニマガジン社）掲載作品
- TENTACLE～女教師 冴子～（描き下ろし！）
- ESSENTIAL OF LINDA COMICS
- 鬼はウチ （COMIC快楽天2007年3月号）
- 雛～ひな～ （COMIC快楽天2007年4月号）
- 花火の夜は… （COMIC快楽天2008年9月号）
- 万引きGマン （COMIC快楽天2009年2月号）
- 好きな娘に限って… （COMIC快楽天2010年8月号）
- ネトラレヅマ陽子 （COMIC快楽天2012年2月号）

華漫GOLD（ワニマガジン社）掲載作品
- 凌辱撮影 （華漫GOLD Vol.15）

COMICペンギンクラブ（辰巳出版）掲載作品
- 先生のホンブン （COMICペンギンクラブ2006年2月号）
- 遭難ボート （COMICペンギンクラブ2006年10月号）
- 成人式 （COMICペンギンクラブ2007年2月号）
- キミにタッチダウン （COMICペンギンクラブ2007年7月号）
- 夏休み…おぼえたて （COMICペンギンクラブ2007年9月号）
- セクサロイドA （COMICペンギンクラブ2007年10月号）
- HERO （COMICペンギンクラブ2007年11月号）
- 小悪魔のマーキング （COMICペンギンクラブ2007年12月号）
- バイブバイブバイブ （COMICペンギンクラブ2007年12月号）
- Dream 第1話 （COMICペンギンクラブ2008年2月号）
- Dream 第2話 （COMICペンギンクラブ2008年3月号）
- Dream 第3話 （COMICペンギンクラブ2008年4月号）
- Dream 第4話 （COMICペンギンクラブ2008年5月号）
- 始まりの場所… （COMICペンギンクラブ2008年8月号）
- 3人バスルーム （COMICペンギンクラブ2008年9月号）
- 彼の好みはコスプレH （COMICペンギンクラブ2008年12月号）
- 女同士 （COMICペンギンクラブ2009年1月号）
- 高速バスナイト （COMICペンギンクラブ2009年3月号）
- はじめての社会人 （COMICペンギンクラブ2009年4月号）
- コンビニ午前2時 （COMICペンギンクラブ2009年5月号）
- 性悪 （COMICペンギンクラブ2009年6月号）
- 芸人の飲み会に彼女を行かせてはイケナイ！ （COMICペンギンクラブ2009年7月号）
- 夏休みを（性）する者は… （COMICペンギンクラブ2009年8月号）
- ビデオチャット （COMICペンギンクラブ2009年10月号）
- 酷い奴 （COMICペンギンクラブ2009年11月号）
- ラブマイナス－ （COMICペンギンクラブ2009年12月号）
- ホワイトクリスマス （COMICペンギンクラブ2010年1月号）
- いつまでも… （COMICペンギンクラブ2010年3月号）
- 部長はドM （COMICペンギンクラブ2010年4月号）
- ネットアイドル撮影会 （COMICペンギンクラブ2010年5月号）
- 休み時間は保健室 （COMICペンギンクラブ2010年6月号）
- 官能小説家的アイデアの出し方 （COMICペンギンクラブ2010年7月号）
- オバケの本音 （COMICペンギンクラブ2010年10月号）
- Girls Sex （COMICペンギンクラブ2010年11月号）
- 今夜も徹マン （COMICペンギンクラブ2010年12月号）
- Moveしちゃダメ （COMICペンギンクラブ2011年1月号）
- 川上課長の事情 vol.1 （COMICペンギンクラブ2011年3月号）
- 川上課長の事情 vol.2 （COMICペンギンクラブ2011年4月号）
- 川上課長の事情 vol.3 （COMICペンギンクラブ2011年5月号）
- マザーコンプレックス Vol.1 （COMICペンギンクラブ2011年6月号）
- マザーコンプレックス Vol.2 （COMICペンギンクラブ2011年7月号）
- マザーコンプレックス Vol.3 （COMICペンギンクラブ2011年8月号）
- マザーコンプレックス Vol.4 （COMICペンギンクラブ2011年10月号）
- 我が子のために… （COMICペンギンクラブ2011年11月号）
- 初夜…？ （COMICペンギンクラブ2011年12月号）
- 新妻のプライド （COMICペンギンクラブ2012年1月）
- 寝取らせ温泉 （COMICペンギンクラブ2012年3月）

COMIC SIGMA（茜新社）掲載作品
- 懺悔室 （COMIC SIGMA Vol.2）
- Merry X'mas Mama （COMIC SIGMA Vol.3）
- 淫泉かけ流し （COMIC SIGMA Vol.10）
- 義姉さんは魔女 （COMIC SIGMA Vol.12）
- 憧れの被写体 （COMIC SIGMA Vol.14）
- 捨忍 （COMIC SIGMA Vol.17）
- 受験生に甘えはキンモツ!? （COMIC SIGMA Vol.18）
- 先生だって人間よ （COMIC SIGMA Vol.19）
- ドMな彼女 （COMIC SIGMA Vol.20）
- 自信を持ちなよ！ （COMIC SIGMA Vol.21）
- 操縦の絆 （COMIC SIGMA Vol.24）
- ヌードモデル （COMIC SIGMA Vol.25）
- ヌードモデル （COMIC SIGMA Vol.26）
- 甘党彼氏の落とし方 （COMIC SIGMA Vol.29）
- 風邪ひき彼女 （COMIC SIGMA Vol.30）
- ハメ撮り （COMIC SIGMA Vol.32）
- 我が輩は犬である！ （COMIC SIGMA Vol.38）
- コンビニエンスお嬢さま！！ （COMIC SIGMA Vol.39）
- 酔ったフりして… （COMIC SIGMA Vol.43）
- どっちにするの？ （COMIC SIGMA Vol.46）
- 化けの皮 （COMIC SIGMA Vol.50）
- とあるSEXレスカウンセリング… （COMIC SIGMA Vol.58）
- ヤリスギ貸切露天 （COMIC SIGMA Vol.61）
- 売れ残りクリスマス （COMIC SIGMA Vol.64）
- 義姉さんの秘密 （COMIC SIGMA Vol.65）
- 剃毛彼女 （COMIC SIGMA Vol.66）

comicちょいS！（茜新社）掲載作品
- 企画書 （comicちょいS！ vol.1）
- 幼なじみ （comicちょいS！ vol.2 2006年12月号）

COMICプルメロ（若生出版）掲載作品
- 巨乳マンション VOL.1 （COMICプルメロ2006年10月号）
- 巨乳マンション VOL.2 （COMICプルメロ2006年12月号）
- 巨乳マンション VOL.3 （COMICプルメロ2007年2月号）
- AV Cupid n.e. （COMICプルメロ2010年12月号）
- 放課後部活GIRLS （COMICプルメロ2012年3月号）

キャノプリcomic（ジーオーティー）掲載作品
- 絶頂ビーチ （キャノプリcomic 2011年4月号）

### 同人誌
- 「ナルラブ６ サクヒナの巻」（コミケ77、2009年12月）
- 「ONE PEACH（ワンピーチ）1」（コミケ77、2009年12月）
- 「バクラブ。1」（コミケ78、2010年8月）
- 「バクラブ。2」（コミケ78、2010年8月）
- 「バクラブ。3」（コミケ79、2010年12月）
- 「バクラブ。4」（コミケ79、2010年12月）
- 「ナルラブ完全版１」（コミケ80、2011年8月）
- 「ナルラブ完全版２」（コミケ80、2011年8月）
- 「BLE織３」（コミケ80、2011年8月）
- 「セキララ彼女Dside」 （コミケ81、2011年12月）

### デジタルコミック
- 『ギミックス LINDA -BAD WIFE-』 （2006年5月2日、DMM）
- 『ギミックス LINDA-2 -GOOD WIFE-』 （2006年8月1日、DMM）

### アニメDVD
- 『背徳妻 ～インモラルワイフ～』前編  （2005年12月25日発売[30]、ミルキーズ）
- 『背徳妻 ～仮面の真実～』後編  （2006年12月25日発売[31]、ミルキーズ）
- 『寝取られファイター ヤリっちんぐ！ ROUND1』[32] （2010年7月16日、BOOTLEG）
- 『寝取られファイター ヤリっちんぐ！ ROUND2』[33] （2010年12月17日、BOOTLEG）
- 『寝取られファイター ヤリっちんぐ！ ROUND3』[34] （2011年2月28日、BOOTLEG）
- 『ラブビッチ ～ 優しい女･･･ ～』[35] （2011年12月16日、BOOTLEG）
- 『ネトラレヅマ礼子』[36] （2012年8月17日、BOOTLEG）
- 『牝性 メスサガ』[37] （2013年7月19日、BOOTLEG）

### カバーイラスト・挿絵
- 『隣りの未亡人』 （2005年4月、著：櫻木充 / イラスト：LINDA、フランス書院）
- 『格闘娘陵辱マニア～格闘美少女同人アンソロジー～』 （2006年12月22日、宙出版）
- 『溺れる人妻～人妻系同人アンソロジー～』 （2007年3月28日、宙出版）
- 『ボテ腹妻ノ宴 ～妊婦凌辱傑作選～』 （2010年4月22日、オークス）
- 『妻恋 [TSUMA KOI]』 （2011年9月27日、三和出版）